# Sciuro-hypnum reflexum
Sciuro-hypnum reflexum (Synonym Brachythecium reflexum (Starke) Schimp.) ist eine Laubmoos-Art aus der Familie Brachytheciaceae. An deutschen Namen gibt es: Kleines Neuhaarblattmoos, Zurückgebogenes Schweifchenastmoos, Kleines Berg-Kurzbüchsenmoos.

## Merkmale
Sciuro-hypnum reflexum bildet gelbgrüne bis dunkelgrüne Rasen. Die niederliegenden und mit Rhizoidenbüscheln am Substrat haftenden Stämmchen sind mehr oder weniger regelmäßig gefiedert, die bis 6 Millimeter langen Äste bogig gekrümmt. Die locker angeordneten Stämmchenblätter sind aus breit dreieckig-herzförmigem Grund ziemlich plötzlich in eine Pfriemenspitze ausgezogen, nicht faltig, die Ränder meist fein gesägt, der Blattgrund am Stämmchen weit herablaufend. Die Rippe reicht bis in die Blattspitze. Die dicht gestellten Astblätter sind lanzettlich, allmählich scharf zugespitzt und besonders oben an den Rändern stärker gesägt. Die Laminazellen sind in der Blattmitte ziemlich dickwandig, linear-rhombisch, am Blattgrund rechteckig und in den Blattflügeln quadratisch bis rechteckig.
Die Art ist autözisch (Antheridien und Archegonien an verschiedenen Ästen an derselben Pflanze). Sie fruchtet häufig, die Sporenreife erfolgt im Winter. Die 10 bis 15 Millimeter lange Seta ist rau, die waagrechte Kapsel ist oval, etwas hochrückig und leicht gekrümmt, der Deckel kegelig. Die fein papillösen Sporen sind 12 bis 18 Mikrometer groß. 

## Standortansprüche und Verbreitung
Das Moos wächst auf neutraler bis schwach saurer Unterlage an halbschattigen Stellen in montanen bis subalpinen Lagen, besonders auf Silikatgestein oder im bodennahen Bereich an Bäumen und auf Kummholz, weiters auf Humus und Totholz.
In Deutschland, Österreich und der Schweiz ist es in den Silikatgebirgen verbreitet und oft häufig, in den Kalkgebieten und im Flachland selten. Weltweit gibt es Vorkommen in Europa, Asien und Nordamerika.